# Nudelman-Suranov NS-37
El Nudelman-Suranov NS-37 (en ruso: Нудельман - Суранов НС-37) era un cañón automático de 37 mm que reemplazó al poco fiable Shpitalny Sh-37 a bordo de los cazas soviéticos. Su gran calibre fue planeado para destruir objetivos terrestres (incluso vehículos blindados) y aéreos (poder derribar un bombardero de un solo disparo). 

## Historia y desarrollo
Fue desarrollado por A. E. Nudelman y A. Suranov del Buró de diseño OKB-16 a partir de 1941, siendo probado en combate en 1943 y ordenándose su producción y entrada en servicio, que duró hasta 1945. Fue empleado a bordo de los cazas LaGG-3 y Yak-9T (con su caña pasando entre los cilindros del motor V12 y disparando a través del buje de la hélice) y en el avión de ataque a tierra Ilyushin Il-2 (montado en contenedores subalares).
Aunque su pesado proyectil le ofrecía una mayor potencia de fuego, su gran retroceso y cadencia de disparo relativamente baja dificultaban disparar con precisión contra los objetivos. Aunque los pilotos eran entrenados para disparar ráfagas cortas, en un avión ligero solamente el primer disparo era apuntado con precisión. Además, la penetración del blindaje superior de los tanques medios y pesados solamente era posible cuando el avión entraba en un picado en ángulo superior a 40°, lo cual era muy difícil de lograr en combate. Por estos motivos, fue reemplazado en 1946 por el Nudelman N-37 que disparaba el proyectil más ligero 37 x 155.    

### Cañones automáticos similares
- Vickers S, equivalente británico de 40 mm
- BK 3,7, equivalente alemán
- Cañón Ho-203, equivalente japonés